# Marie-Thérèse Weber-Gobet
Pour les articles homonymes, voir Weber et Gobet.
Marie-Thérèse Weber-Gobet, née le 8 janvier 1957 à Fribourg (originaire de Hemberg et Bösingen), est une personnalité politique suisse, membre du Parti chrétien-social.
Elle est députée du canton de Fribourg au Conseil national de fin 2008 à fin 2011.

## Biographie

### Origines et famille
Marie-Thérèse Weber-Gobet naît le 8 janvier 1957 à Fribourg. Elle est originaire de Hemberg, dans le canton de Saint-Gall, et de Bösingen, dans le district fribourgeois de la Singine.
Elle est mariée à Bruno Weber-Gobet, théologien responsable de la politique de formation auprès du syndicat Travail.Suisse de 1996 à 2021,, et mère de trois enfants, dont l'un est lourdement handicapé.
Elle vit à Schmitten, dans le canton de Fribourg.

### Études et parcours professionnel
Après le Collège Sainte-Croix et l'école normale à Fribourg, elle obtient une licence en psychologie et pédagogie à l'Université de Fribourg. Elle travaille ensuite comme journaliste au quotidien Freiburger Nachrichten et à la télévision suisse alémanique et également à temps partiel comme chargée d'information pour la partie germanophone du diocèse de Lausanne, Genève et Fribourg de 1992 à 2004.
Après son mandat au Conseil national, elle est engagée comme directrice de l'association d'aide aux personnes handicapées Procap.

## Parcours politique
Représentante de l'aile gauche du Parti chrétien-social du canton de Fribourg, elle en est la vice-présidente à partir de septembre 2004.
Elle devient députée au Grand Conseil du canton de Fribourg en septembre 2004 à la suite d'une démission et y siège, après sa réélection en 2006, jusqu'en décembre 2008,.
Elle est candidate au Conseil national en octobre 2007, mais n'est pas élue, arrivant en deuxième position avec cinq fois moins de suffrages qu'Hugo Fasel. Elle accède cependant à la Chambre basse du Parlement suisse le 1er décembre 2008, à la suite de la démission d'Hugo Fasel. Elle y est membre de la Commission de la science, de l'éducation et de la culture (CSSS) et de la Commission de gestion (CdG).
Elle perd son siège en octobre 2011,, au profit de la socialiste Valérie Piller Carrard.